# Léon Teisserenc de Bort
Léon Philippe Teisserenc de Bort, född 5 november 1855 i Paris, död 2 januari 1913 i Cannes, var en fransk meteorolog. Han var son till Pierre-Edmond Teisserenc de Bort.
Teisserenc de Bort utförde undersökningar om lufttrycket på olika höjd och molnens fördelning över Jorden. År 1895 inrättade han i Trappes vid Versailles det internationellt kända "Observatoire de météorologie dynamique". Han undersökte där med hjälp av drakar och obemannade luftballonger, som medförde självregistrerande meteorologiska instrument, de olika luftlagrens egenskaper och rörelser. Liknande försök genomfördes under hans ledning några månader vid Hald på Jylland (1902–1903). Med hjälp av den amerikanske meteorologen Abbott Lawrence Rotch undersökte han atmosfären över den tropiska och subtropiska delen av Atlanten.
Teisserenc de Bort bidrog också i hög grad till utredningen av frågan om aktionscentra. Genom sina undersökningar av temperaturförhållandena i de högre luftlagren reformerade han uppfattningen om atmosfären. Temperaturen avtar i denna uppåt, i de lägre skikten med omkring 5 grader per kilometer, högre upp med 8 grader per kilometer. Detta pågår dock endast till en viss höjd, vid ekvatorn omkring 17 kilometer, i mellersta Europa omkring 11 kilometer och i Lappland omkring 7 kilometer, varefter temperaturen är nära nog oförändrad eller stiger något med höjden. För dessa båda luftlager införde han benämningarna  stratosfären (det övre) och troposfären (det nedre). 
Teisserenc de Bort var ledamot av ett stort antal lärda sällskap, däribland Vetenskapssocieteten i Uppsala (från 1907) och Franska vetenskapsakademien (från 1910). Han tilldelades Symons Gold Medal
1908.